# Seldonova krize
Seldonova krize je fiktivní sociologický fenomén v sérii o Nadaci amerického spisovatele žánru sci-fi Isaaca Asimova. Krize jsou předpovězeny vědou zvanou psychohistorie, kterou založil Hari Seldon, ústřední postava příběhu.
Seldonova krize odráží konkrétní vojensko-politickou hrozbu a může být vyřešena pouze jediným způsobem (neexistuje žádná alternativa). Pojmenována po stvořiteli psychohistorie, která posloužila jako věda schopná matematicky a statisticky vyjádřit veškeré možné budoucí situace, obsahuje většinou dva faktory: vnitřní a vnější. Vnějším je např. riziko napadení Nadace a vnitřním možnost převratu či změny ve vedení uvnitř Nadace. Oba faktory se střetnou v jednom bodu a jsou vyřešeny jedinou akcí. V průběhu krize (nebo po ní) se v tzv. Časovém sejfu na Terminu objeví holografická simulace Hari Seldona, jenž krátce okomentuje probíhající (či čerstvě ukončenou) Seldonovu krizi a potvrdí tak správnost (či chybu) řešení.
Nadace na vzdálené planetě na okraji Galaxie Terminu byla založena pro pokračování vědeckého projektu shromažďování veškerých významných dat a lidských vědomostí do jediné souhrnné encyklopedie Encyclopedia Galactica. To je však podružný úkol sloužící především k odvedení pozornosti a zdání hrozby pro císařskou vládu na Trantoru a získání dotací. Hlavním cílem je vytvořit zárodek druhé Galaktické říše, jež se podle psychohistorie zformuje za 1 000 let. Zániku první Galaktické říše již nelze zabránit, lze však zkrátit dobu trvání chaosu a barbarství z 30 000 let na pouhý 1 000. Tomuto účelu má sloužit Nadace.
Počátek éry Nadace se datuje k roku úmrtí Hari Seldona. Rok 12 069 galaktické éry je tedy rokem 1 éry Nadace.

## Známé Seldonovy krize
V sérii Nadace je popsáno několik Seldonových krizí.

### Rovnováha sil
Po vypovězení členů Seldonova psychohistorického projektu (zejména encyklopedistů) z Trantoru tito pokračují ve své práci tvorby encyklopedie Encyclopedia Galactica po dobu dalších 50 let na Terminu - planetě na samotném konci galaktické periferie. Jak bylo propočítáno, periferie se začíná odtrhávat od Říše a její vládci mají značnou autonomii a svobodu ve svém jednání. Dochází k vyhlašování nezávislosti. Totéž postihne i Anacreonskou provincii, kdysi jednu z nejbohatších na periferii, která se rozpadne do 4 království. Jsou to: Anacreon, Smyrno, Daribow a Konom. Tato království se navzájem ohrožují, vedou mezi sebou války a vytváří různé krátkodobé aliance. Jejich technologická úroveň velmi upadla, nedisponují již znalostí atomové energie a přešla na používání ropy a uhlí.
Anacreonské království (reprezentované lordem Anselmem haut Rodricem předloží Nadaci nabídku ochrany proti ostatním 3 královstvím a chce zřídit na Terminu vojenskou základnu. Ve skutečnosti se jedná o krok před budoucí anexí. Jelikož jediná Nadace disponuje atomovou technologií, její okupace by značně posílila pozici Anacreonu na úkor svých tří sousedů. Toho si je vědom starosta Terminu Salvor Hardin, jenž informuje vládu Smyrna, Konomu a Daribowu a zajistí tak jejich společnou protiakci, která odradí Anacreon od mocenských ambicí. Vojáci jsou z Terminu staženi po krátké době.
- období: kolem roku 50 éry Nadace (12 119 galaktické éry)
- externí faktory:
  - vojenské ohrožení Terminu ze strany Anacreonu po jeho odtržení od Galaktické říše
  - možnost zabrání půdy na planetě pro anacreonskou šlechtu
  - možnost vazalství Terminu
- interní faktory:
  - selhání ze strany odpovědných politických zástupců loajálních Říši - encyklopedistů vedených Lewisem Pirennem
  - nenásilné převzetí vlády starostou Terminu Salvorem Hardinem a jeho zástupcem Yohannem Leem.
- výsledek Seldonovy krize:
  - nová vláda Nadace pod vedením Salvora Hardina
  - odlet Anacreoňanů z Terminu po společném ultimátu zbývajících 3 království
  - Nadace si uchovala nezávislost díky své hodnotě jako zdroj pokročilé technologie (zejména jaderné)

### Vědecké náboženství
Druhá Seldonova krize propukne kolem roku 80 éry Nadace díky úmyslům anacreonského regenta Wienise ovládnout Nadaci. Nadace stále představuje cenný zdroj a navíc poskytuje technologie i ostatním světům Čtyř království, čímž jejichž úroveň vzrůstá. Zároveň však buduje kult vědeckého náboženství. Technologie a jejich fungování jsou známy pouze technikům speciálně vyškoleným na Terminu, tak je zajištěna jejich loajalita. Taktéž jsou vybudovány chrámy, kde kněží uctívají a chvalořečí Galaktického ducha, který ochraňuje Nadaci a ta díky tomu může poskytovat obyčejným lidem veškeré vědecké vymoženosti. Tato indoktrinace hluboce zakořenila v obyvatelích Čtyř království, takže když regent Wienis zmanipuluje krále Lepolda I. a naplánuje útok proti Terminu, jeho vojáci pod vlivem duchovních odmítnou rozkaz vykonat, neboť by se to rovnalo svatokrádeži. Celou strukturu vědeckého náboženství vybudoval Salvor Hardin.
- období: kolem roku 80 éry Nadace (12 149 galaktické éry)
- externí faktory:
  - nárůst síly Čtyř království (zejména Anacreonu) díky jejich industrializaci vedené Nadací
  - agresivní a nepřátelská politika královské rodiny vůči Nadaci zejména ze strany regenta Wienise
- interní faktory:
  - zformování opoziční Akční strany Sefem Sermakem požadující odstoupení Salvora Hardina a konec ústupkům Čtyřem královstvím
- výsledek Seldonovy krize:
  - díky vlivu vědeckého náboženství na prostý lid i anacreonskou armádu rychlé ukončení plánovaného vojenského útoku na Terminus
  - Starosta Terminu Salvor Hardin zůstává ve funkci
  - Čtyři království se dostanou pod přímou kontrolu Nadace

### Kupci
S pomocí doktríny "vědeckého náboženství" se podařilo Nadaci ovládnout Čtyři království a nadále rozšiřuje svůj vliv. K tomu využívá misií, které šíří tuto doktrínu na dalších planetách na okraji Galaxie, příkladem budiž planeta Askone. Další barbarské planety se dozvídají o této strategii Nadace a tvrdě odmítají veškeré návrhy o zřízení chrámů na svém území, vědí, že by tím přišly o svou nezávislost. Co platilo proti útočným výbojům Čtyř království je již nyní neúčinné proti dalším nepřátelsky naladěným regionálním mocnostem. Hober Mallow, jeden z nezávislých kupců Nadace jako první rozpoznal, že politika postavená na "vědeckém náboženství" je již neúčinná a začal stavět čistě na obchodu. Korell, jehož vládcem je komdor Asper Argo zakázal jakékoliv náboženské ovlivňování, ale povolil Mallowovi standardní obchod - atomové technologie a zboží za suroviny. Když se poté Korell (jemuž Galaktická říše dodává válečné lodě) pokusil rozpoutat válku s Nadací, byl již natolik závislý na technologiích Nadace, že když bylo vyhlášeno obchodní embargo, ekonomická válka po třech letech ustala a Korell se vzdal.
- období: kolem roku 155 éry Nadace (12 224 galaktické éry)
- externí faktory:
  - Korellská republika - svaz světů, jenž zpočátku odmítá obchod s Nadací a především se staví proti doktríně tzv. "vědeckého náboženství"
  - podpora Korellu Galaktickou říší, dodávky atomových technologií a zbraní
  - Korell vyhlásil válku Nadaci
- interní faktory:
  - vládní konzervativní byrokracie představovaná osobou Jorane Suttem, jež se pokouší nadále udržovat doktrínu "vědeckého náboženství", i když jde o již zastaralou a (světy mimo sféru Nadace) odmítanou politiku
  - nastává éra obchodních kupců, prvním z nich je Hober Mallow, další rozšiřování sféry vlivu je možné pouze na ekonomické bázi
- výsledek Seldonovy krize:
  - po tříleté ekonomické studené válce se Korell podřídí Nadaci
  - Hober Mallow se stal starostou Terminu, vešel do dějin a zařadil se po bok legend Nadace jako Hari Seldon a Salvor Hardin
  - je vytvořena platforma pro další Seldonovu krizi, kontaktem s Galaktickou říší se schyluje ke vzájemnému střetu

### Nadace versus Galaktická říše
Během čtvrté Seldonovy krize představuje nebezpečí ambiciózní říšský generál Bel Riose, jenž se zaměří proti Nadaci poté, co se dozví zkazky o jejích plánech ustanovit vlastní Říši. Do války s Nadací jej žene kromě vlastenectví i osobní touha opět uspět na bitevním poli a docílit dalších velkých vítězství. Jeho pokus je zpočátku úspěšný, díky vynikající vojenské taktice dosahuje vítězství a devastuje flotilu Nadace, ačkoli ta disponuje modernější technikou. Před závěrečným vítězstvím je však odvolán z funkce císařem Cleonem II., odsouzen za vlastizradu a popraven. V podezřívavé atmosféře neustálých povstání, revolucí a císařských vražd v Galaktické říši dokáže císař udržet trůn pouze za předpokladu, že nebude mít pod sebou schopné podřízené, kteří by jej mohli ohrozit a převzít moc.
- období: kolem roku 195 éry Nadace (12 264 galaktické éry)
- externí faktory:
  - říšský generál Bel Riose, který projevuje horlivost v pátrání po nepřátelích Galaktické říše, obrátí svou pozornost proti tajuplné Nadaci.
- interní faktory:
  - absence jednotného politického vedení. V tento moment Nadace nemá žádnou politickou reprezentaci, která by se pokusila vytvořit účinnou strategii proti hrozbě. Mnoho postav reprezentuje různé zájmové skupiny, Lathan Devers nezávislé kupce, Ducem Barr buržoazii a Sennett Forell plutokracii.
- výsledek Seldonovy krize:
  - odvolání a poprava říšského generála Bela Riose
  - Galaktická říše je poražena svou vlastní vahou a Nadace se udrží spíše díky své houževnatosti nežli díky nějaké propracované taktice
  - podnět k následující Seldonově krizi - rozmachu bezohledné plutokracie na Terminu ve sporu se vzrůstající ekonomickou silou nezávislých kupců

### Hrozba občanské války
Jak se Nadace postupně rozrůstá, aniž by byla ohrožována Říší či někým jiným, její centrální vláda začíná činit stejné chyby jako vládnoucí politická reprezentace Galaktické říše. Funkce starosty Terminu (a Nadace) po uchopení moci Indburem I. přestala podléhat svobodným volbám a začala se dědit. Za vlády jeho vnuka Indbura III. se vládní klika přeměnila v aristokratický pozůstatek barbarských planet, s nimiž se Nadace v minulosti ocitla nejednou v konfliktu. Ve snaze o ozdravění a demokratizaci plánuje více než 12 vnějších planet ve sféře Nadace převrat.
Avšak pátá Seldonova krize proběhne jinak, než byla předpovězena. Svaz Nezávislých obchodních světů se nedostal k realizaci převratu, neboť neznámý uchvatitel známý pouze pod přezdívkou "Mezek" zahájil invazi proti všem teritoriím Nadace. Výsledkem byla porážka flotily Nadace, pád Terminu a posléze i svazu Nezávislých obchodních světů.
S Mezkem Seldonův plán nepočítal, neboť psychohistorie dosahuje nejvyšší přesnosti pouze pokud operuje se statisticky významnými počty lidí. Mezek však byl mutant s mentalickými schopnostmi, dokázal ovládat emoce ostatních a lehce tak překonat odpor.
Toto kritické ohrožení Seldonova plánu musela řešit Druhá Nadace, které se podařilo Mezka zastavit a zahájit rekonstrukci psychohistorického plánu.
- období: kolem roku 297 éry Nadace (12 366 galaktické éry)
- externí faktory:
  - Nezávislí kupci díky ekonomickému rozvoji posílí svůj vliv a jimi založený svaz Nezávislých obchodních světů je schopen čelit politické zkostnatělosti centralistické aristokracie na Terminu
  - Svaz Nezávislých obchodních světů podporuje Demokratické hnutí na Terminu
- interní faktory:
  - rostoucí byrokracie způsobená mj. zánikem svobodných voleb do úřadu starosty Terminu oslabila tento post a schopnosti vlády
  - Nadace zůstává stále ekonomickou mocností, ale její celistvost je ohrožena, dochází k pnutím
  - v armádě se vyskytují buňky Demokratického hnutí schopné podpořit převrat
- výsledek Seldonovy krize:
  - Hari Seldon předpověděl občanskou válku, demokratické reformy budou Nadaci vnuceny díky kombinaci vítězství Svazu obchodních světů a revoltě uvnitř armády Nadace. Rostoucí buržoazie se tímto změní v rostoucí aristokracii a bude prosazovat reformy silou zbraní. Vyvstane požadavek na přezkoumání občanství obyvatel v přidružených světech. Nic z toho se neuskuteční, neboť Seldonův plán je vážně narušen Mezkem.

### Druhá Galaktická říše versus Galexie
V knize Nadace na hranicích je popsána závažná krize zasahující obě Nadace. Zdá se, že popud vyšel z Terminu - hlavní planety První Nadace, když starostka Harla Brannoová nechá zatknout radního Golana Trevize, jenž šíří poplašné zprávy. Trevize tvrdí, že nedůvěřuje Seldonově plánu, cítí, že v něm musí být elementární chyba. Tyto názory zavání vlastizradou. Trevize ale není uvězněn, nýbrž je starostkou Brannoovou vyslán na cestu do vesmíru.
Plány starostky jsou prosté, hodlá vyprovokovat Druhou Nadaci k akci, aby ji mohla odhalit a zničit. Nechala tajně vyvinout technologii schopnou zaznamenat mentalickou aktivitu (psychometr) a obranu proti ní (mentalický štít) a tyto jsou připraveny k použití na válečných kosmických lodích.
Golan Trevize je však sledován Munn Li Comporem, agentem pozorovatelem Druhé Nadace, jenž předává zprávy Mluvčímu Storu Gendibalovi. Ten správně rozezná nebezpečí pro Druhou Nadaci a jedná. S podporou Prvního Mluvčího Quindora Shandesse se vydává rovněž do kosmu, aby čelil hrozbě z bezprostřední blízkosti. V
sayshellském sektoru dojde k patové situaci: v šachu se drží válečná flotila První Nadace a Stor Gendibal využívající totální síť - mentalické spojení myslí členů Druhé Nadace.
Vyjde najevo, že za vším stojí Gaia, která manipulovala důležitými lidmi tak, aby si přitáhla Golana Trevize. On jediný disponuje schopností správného úsudku i na základě minima informací. Planeta Gaia je projektem R. Daneela Olivawa a Trevize má rozhodnout o budoucí formě lidského společenství. Buď zvolí druhou Galaktickou říši vedenou fyzicky disponovanou První Nadací nebo mentalicky orientovanou druhou Nadací, či si vybere Galexii - obdobu planety Gaii s kolektivním vědomím v galaktickém měřítku.
Trevize se rozhodne pro spojené vědomí v galaktickém měřítku - Galexii, neboť již identifikoval onu základní chybu v psychohistorickém plánu Hariho Seldona. Ten totiž pracuje pouze s lidmi a nepočítá s ohrožením ze strany případných nehumanoidních ras (vždyť již mutant Mezek dokázal Seldonův plán zcela vykolejit). Pokud budou lidé žít ve vzájemné rovnováze a budou sdílet společné smysly, jejich možnosti se neuvěřitelně rozšíří a budou moci jednotně a účinně čelit ohrožení.
- období: kolem roku 500 éry Nadace (12 569 galaktické éry)
- externí faktory:
  - existence planety s kolektivním vědomím - Gaii, jejíž vytvoření bylo záložním plánem R. Daneela Olivawa pro případ nedokončení či selhání Seldonovy psychohistorie
- interní faktory:
  - vyvinutí a použití psychometru a mentalického štítu První Nadací. Mentalické technologie měly zůstat mimo oblast zájmu První Nadace.
  - Druhá Nadace příliš zaostává ve fyzikálních záležitostech za První Nadací, zároveň nejednota a mocenské ambice členů Stolu na post Prvního Mluvčího snížily akceschopnost Druhé Nadace
- výsledek Seldonovy krize:
  - lidské společenství bude transformováno do Galexie - "živé" galaxie s propojeným společným vědomím obsažených živých organismů. I neživé složky se budou podílet svým způsobem na správném fungování Galexie.
  - de facto zánik Seldonova plánu